# وليم سليم
وليم سليم ((بالإنجليزية: William Slim)؛ (6 أغسطس 1891 - 14 ديسمبر 1970). أحد قادة الجيش البريطاني في الحرب العالمية الثانية، وقد حارب في السودان، وسوريا، وإيران، والعراق، ثم أصبح قائدًا للقوات البريطانية في بورما. وكانت تلك القوات قد اعتراها اليأس بسبب الهزائم المتكررة على أيدي اليابانيين ولكن سليم أعاد لها روحها المعنوية وأعاد تنظيم جيشه وقاده إلى النصر.
وتعتبر بريستول مسقط رأس سليم. وخلال الحرب العالمية الأولى، حارب في فرنسا، وجاليبولي والعراق. وفيما بين 1953 و1960 شغل منصب الحاكم العام في أستراليا، ومنح لقب فيكونت في عام 1960.

## روابط خارجية
- وليم سليم على موقع الموسوعة البريطانية (الإنجليزية)
- وليم سليم على موقع مونزينجر (الألمانية)